# Eriap (luna)
Eriapo  je progradni nepravilni naravni satelit (luna) Saturna.

## Odkritje in imenovanje
Luno Eriapo so odkrili v letu 2000 Brett Gladman, John J. Kavelaars s sodelavci . Njeno začasno ime je bilo S/2000 S 10. Uradno ime (prvotno Erriapo, konec leta 2007 Eriapus) je dobila leta 2003 po velikanu Eriapu iz keltske mitologije.

## Lastnosti
Luna Eriap ima premer okoli 10 km. Kroži okroži Saturn na poprečni razdalji 17,300.000 km, obkroži pa ga v približno 871dneh. Je članica Galske skupine Saturnovih satelitov.
Na površini je Eriap svetlordeče barve (barvni indeks R-V=0,83, R-V = 0,49).  Gostota je okoli 2,3 g/m3, kar je precej več kot pri drugih Saturnovih lunah. To kaže na to, da je v glavnem sestavljena iz vodnega ledu in delno iz silikatnih kamnin.
Vsi sateliti iz Galske skupine imajo podobne elemente tirnic in fizikalne lastnosti. Zaradi tega se predvideva, da imajo vsi skupni izvor oziroma, da so nastali z razpadom večjega nebesnega telesa. Tako ena izmed hipotez o nastanku Galske skupine pravi, da sta luni Eriap in Tarvos odleteli s površine Albioriksa ob trku z drugim nebesnim telesom.